# N24 (Demokratische Republik Kongo)
Die N24 ist eine Fernstraße in der Demokratischen Republik Kongo, die in Bodango an der Ausfahrt der N6 beginnt und in Monga an der Zufahrt endet. Die Fernstraße wird durch den Fluss Uelle getrennt. Sie ist 481 Kilometer lang.